# Silizium (Musiker)

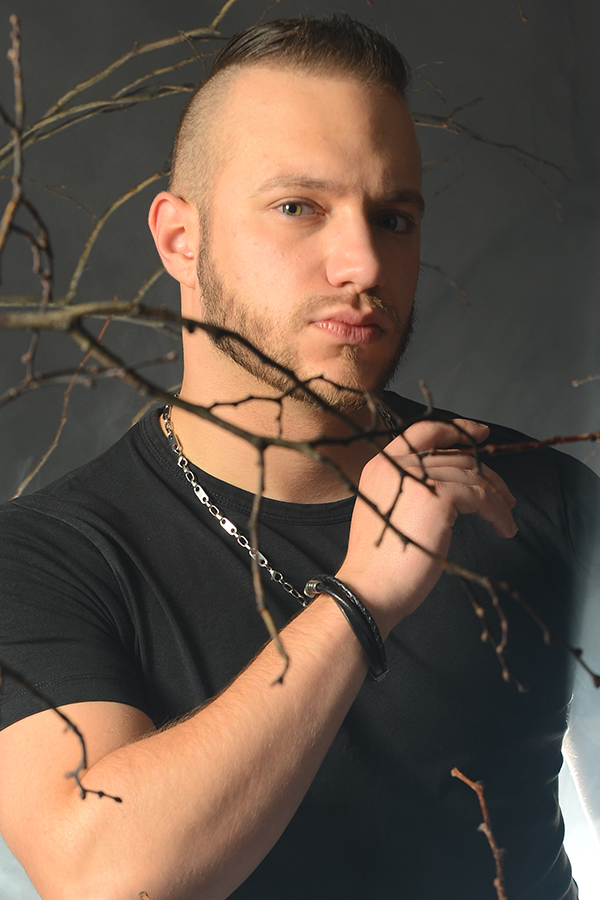
Silizium im Jahr 2016

Silizium (lateinisch silex ‚Kiesel‘; * 25. Juli 1991 in Bad Friedrichshall, bürgerlich Mario Calabrese) ist ein deutscher Musiker aus Heilbronn. Seine Musik wurde der Schwarzen Szene zugeordnet bewegt sich jedoch seit 2015 vermehrt im Deutsch-Rap und in der Popmusik.
Er ist zudem Inhaber des Plattenlabels Andersdenker so wie Produzent von Musikvideos unter dem Namen Silizium Films.

## Leben

Siliziums Logo

Silizium startete im Jahr 2007 in Neckarsulm. Von 2010 bis 2011 versuchte er sich mit einer festen Band auf der Bühne, jedoch scheiterte die Formation im Jahr 2011 und Silizium entschloss sich, das Musikprojekt dauerhaft mit seinem Künstlernamen als Soloprojekt und auf der Bühne mit Begleitmusikern zu halten. 2009 stand Silizium unter Vertrag bei Darkmusix Records (ehemalig Biohazzard Records, Sublabel von Danse Macabre). Seit 2010 ist Silizium bei dem Label Future Fame (Suono, dB) unter Vertrag.
Durch Reviews und Interviews in Magazinen, darunter die Gothic, die Zillo und der Orkus (Musikmagazin), Sendungen in Onlineradios und durch Erscheinungen auf Compilations wie den Extreme-Samplern und der Orkus Compilation 56 gelang es ihm, seine Bekanntheit zu steigern. 2008 veröffentlichte Silizium sein erstes Album Between Aggression and Love als Musikdownload. Am 25. Juli 2009 veröffentlichte er seine erste CD Do I Not Fit Into Your Puzzle, die deutschlandweit verkauft wurde.
Auf verschiedenen Konzerten, unter anderem beim „Super Schwarzes Mannheim sucht den schwarzen Superstar“ am 3. Juli 2010 oder am 17. April 2009 beim „Elekktroshokk Festival“, wo er u. a. mit Welle:Erdball, Frozen Plasma und Das Ich zusammen spielte, und beim Crossover Festival „Betonbruch Heilbronn“ am 23. Mai 2010 trat Calabrese als Silizium auf. Am 27. Februar 2010 hatte er sein erstes Auslandskonzert in der Schweiz in Luzern auf der „Fleischgeil Party“. Am 22. September 2010 veröffentlichte er sein erstes Musikvideo zu Schwarz Raum, welches auch auf der Dark Visions DVD Compilation der Zillo erschien. Am 17. März 2011 folgte das zweite Musikvideo zu Geh deinen Weg.
Am 1. Oktober 2011 erschien das dritte Album Schwarz Raum, dessen Lied Mit Euch sich einen Monat lang in den German Electronic Webcharts hielt. Es ist gleichzeitig das einzige Lied, dessen Refrain nicht von Calabrese stammt, sondern von dem befreundeten Künstler Marco Gazaneo. Das Album wurde von Kritikern positiv aufgenommen.
Am 18. Februar 2012 startete die Schwarz Raum Tour mit dem Label-eigenen „Future Fame Festival“ in Winterthur mit einer neuen Live-Crew, bestehend aus Yves Ramon Hackner (Synthesizer/Sampler) und Gaffa Ray (damals Gitarrist). Beim zweiten „Future Fame Festival“, das am 7. April 2012 stattfand, stand Silizium zum ersten Mal zu viert auf der Bühne. Die Liveshow wurde um einen Bass erweitert, welcher vom ehemaligen Gitarristen Gaffa Ray gespielt wird. Die Gitarre wurde von Bastian B. übernommen, der jedoch aus persönlichen Gründen diese an David W. abgab.
Am 1. Juni 2012 startete Calabrese auf der Plattform Startnext ein Crowdfunding-Projekt für das am 21. Dezember erschienene Album Ich bin Gothic. Silizium spielte am 1. September 2012 im Rahmen des „Ganzhornfestes“ zum ersten Mal in seiner Heimatstadt Neckarsulm. Am 19. November wurde das erste und gleichnamige Musikvideo zum Album Ich bin Gothic veröffentlicht. Eine Woche später folgte das zweite Video Wie viele Stunden.
Erste Radio Präsenz erreichte Silizium am 13. Februar 2013. Das Lied Alles wird gut qualifizierte sich im Rahmen des „beFamous.fm Votings“ für das „Music Workout Programm“ des Radiosenders bigFM Saarland. Am 15. März 2013 fand daraufhin ein Interview in der BigFM Saarland Zentrale statt, in dem das Lied „Wie Viele Stunden“ ebenfalls vorgestellt wurde.
Infolge seines Releases veröffentlichte Silizium am 26. April seine erste Single Die Szene hasst mich (Doch das macht nichts) in dem er zum ersten Mal direkt seine Differenzen mit der Schwarzen Szene offen legt. Am 12. Juni 2013 wurde das letzte Musikvideo aus dem Album Ich Bin Gothic zum Titel Am Ende veröffentlicht.
Am 06. 2015 Februar erschien das vierte Album Andersdenker welches wieder durch Crowdfunding erfolgreich mitfinanziert wurde. Es soll laut Silizium auch das letzte Crowdfunding sein, weshalb er es Finalfunding nannte. Ebenfalls entstand ein Kurzfilm zu dem Intro der CD. Silizium wird als Angeklagter dargestellt der vor dem Gericht der Szenen sich für schuldig bekennen soll verschiedenste Musikstile miteinander vermischt zu haben. Am 18. Juni folgte noch vor Veröffentlichung des Albums die erste Musikvideo-Auskopplung Nextlevel und am 11. Oktober die Single-Auskopplung Fremde, ebenfalls mit Musikvideo. Andersdenker ist das erste Album, das vor allem starke Deutsch-Rap- und Pop-Elemente aufweist und sich dadurch von den vorherigen Alben abheben konnte. Silizium wurde unter anderem von der Zeitung Heilbronner Stimme als Wanderer zwischen Rap und Gothic betitelt.
Im Anzeigeblatt Echo beschrieb Silizium seine Differenzen mit der Schwarzen Szene genauer und betitelte sich selbst als Szenenloser, da er sich keiner Musikrichtung zuordnen möchte.
Einen Monat vor Veröffentlichung, am 13. Januar erschien die dritte Musikvideo-Auskopplung zu Augenblick.
Nach Veröffentlichung folgten weitere Musikvideo-Auskopplungen darunter Aufgewacht und der Freetrack Regen.
Im Mai 2015 trennte sich Silizium von seinem bisherigen Label Future Fame.
Am 31. Januar gründete Silizium seine eigene Plattenfirma Andersdenker und kündigte seine erste EP Assemble an.

## Musikstil
Die Musik wird geprägt durch viele verschiedene Einflüsse. Silizium selbst beschreibt sich als Genre unabhängig und möchte nach eigenen Angaben seine Musik frei und grenzenlos entstehen lassen. Die Texte sind durchgehend deutschsprachig. Durch den doch sehr präsenten, aber nicht ausschließlichen Sprachgesang, ist oft von einem Deutsch-Rap Einfluss die Rede. Die, vor allem in den älteren Veröffentlichungen, verzerrte Stimme sowie Klang- und Rhythmikstrukturen beinhaltet Stile des Aggrotech, Future Pop und Trance. So gut wie alle Lieder werden mit einem Piano untermalt. In vereinzelten Liedern ist auch der Gebrauch von Akustik und E-Gitarren zu hören.

## Diskografie

### Alben
| Jahr | Release                       | Medium | Label              |
| ---- | ----------------------------- | ------ | ------------------ |
| 2008 | Between Aggression and Love   | MP3    | Eigenproduktion    |
| 2009 | Do I Not Fit Into Your Puzzle | CD     | Biohazzard Records |
| 2011 | Schwarz Raum                  | CD     | Future Fame        |
| 2012 | Ich bin Gothic                | CD     | Future Fame        |
| 2015 | Andersdenker                  | CD     | Future Fame        |

### EPs
| Jahr | Release  | Medium  | Label        |
| ---- | -------- | ------- | ------------ |
| 2016 | Assemble | Digital | Andersdenker |

### Singles
| Jahr | Release                                      | Medium  | Label       |
| ---- | -------------------------------------------- | ------- | ----------- |
| 2013 | Die Szene hasst mich (Doch das macht nichts) | Digital | Future Fame |
| 2014 | Fremde                                       | Digital | Future Fame |

### Samplerbeiträge
| Jahr | Lied                               | Medium | Label                                               |
| ---- | ---------------------------------- | ------ | --------------------------------------------------- |
| 2008 | Drumm Distortion feat. Pzytechz    | CD     | Extreme Störfrequenz 2 (Label: Indigo / UpScene)    |
| 2009 | Gedankenkonflikt                   | CD     | Extreme Sündenfall Vol. 9 (Label: Indigo / UpScene) |
| 2009 | Schlampe (Beatbitch Mix By E.I.D.) | CD     | Extreme Lustlieder 3 (Label: Indigo / UpScene)      |
| 2010 | Toleranz                           | CD     | Dark MusiX Compilation Vol. I (Label: Darkmusix)    |
| 2011 | Rennen, Kämpfen, Fallen            | CD     | Orkus Compilation 56                                |
| 2011 | Schwarz Raum                       | CD     | Schwarze Nacht 5 (Label: Indigo / UpScene)          |
| 2011 | Geh deinen Weg                     | CD     | Gothic File 11 \| 3                                 |
| 2012 | Schwarz Raum (Club Version)        | CD     | Endzeit Bunkertracks 6 (Label: Alfa Matrix)         |

### DVD Compilation
| Jahr | Musikvideo   | Medium | Magazin                |
| ---- | ------------ | ------ | ---------------------- |
| 2011 | Schwarz Raum | DVD    | Zillo Dark-Visions-DVD |

### Musikvideos
| Jahr | Titel                                        |
| ---- | -------------------------------------------- |
| 2010 | Schwarz Raum                                 |
| 2011 | Geh deinen Weg                               |
| 2012 | Ich bin Gothic                               |
| 2012 | Wie viele Stunden                            |
| 2012 | Alles wird gut                               |
| 2013 | Am Ende                                      |
| 2013 | Die Szene Hasst Mich (Doch Das Macht Nichts) |
| 2014 | Andersdenker Kurzfilm zum Intro              |
| 2014 | Nextlevel                                    |
| 2014 | Fremde                                       |
| 2015 | Augenblick                                   |
| 2015 | Aufgewacht                                   |

### Freetracks
- 2007: Die blaue Welt
- 2009: Ich denk an Dich
- 2010: Love Also Means Forgivennes (Remake)
- 2010: Wir (Acoustic Instrumental Mix)
- 2011: Frei
- 2011: Toleranz (Free DL Version)
- 2011: Freunde
- 2011: Über mich
- 2012: Stille
- 2012: Ich hole mich zurück
- 2013: Wieder ohne Dich
- 2015: Regen